# Sông Nhã Lung
Sông Nhã Lung (tiếng Trung: 雅砻江, Hán-Việt: Nhã Lung giang, tiếng Tạng: nyag-chu) hoặc Nyag Chu là một con sông dài 822 dặm (1.323 km) nằm ở tỉnh Tứ Xuyên, Trung Quốc. Sông Nhã Lung là môt nhánh của sông Dương Tử, bắt nguồn từ chân núi phía nam núi Dãy núi Nhan Khách Lạp Ba thuộc Cao nguyên Thanh Tạng, đông nam tỉnh Thanh Hải, hợp lưu với sông Dương Tử tại Phàn Chi Hoa, Tứ Xuyên. Sau khi chảy dọc theo ranh giới với tỉnh Vân Nam thì sông Nhã Lung đổ vào sông Kim Sa (tên gọi đoạn thượng lưu của sông Trường Giang) tại địa cấp thị Nghi Tân. Ở châu tự trị Lương Sơn, con sông bao bọc 150 km (93 mi) quanh dãy núi Cẩm Bình. Tại đây, nước của sông Nhã Lung được đổi hướng như là một phần của dự án Đập Cẩm Bình II. Tổng cộng trên sông Nhã Lung có 23 đập đã hoàn thành hoặc đang xây dựng.

## Các chi lưu chủ yếu
- Tiên Thủy
- Lực Khâu
- Lý Đường
- An Ninh